# Eliteserien 2011
La Eliteserien 2011, nota anche come Tippeligaen 2011 per ragioni di sponsorizzazione, fu la sessantaseiesima edizione della Eliteserien, massima serie del campionato norvegese di calcio. Iniziata il 18 marzo e conclusasi il 27 novembre 2011, vide la vittoria finale del Molde, al suo primo titolo. Capocannoniere del torneo fu Mustafa Abdellaoue (Tromsø), con 17 reti.

## Stagione

### Novità
Dalla Eliteserien 2010 vennero retrocessi l'Hønefoss (dopo aver perso lo spareggio promozione/retrocessione), il Kongsvinger e il Sandefjord, mentre dalla 1. divisjon 2010 vennero promossi il Sogndal, il Sarpsborg 08 (all'esordio in massima serie) e il Fredrikstad (vincitore dello spareggio promozione/retrocessione).

### Formula
Le sedici squadre partecipanti si affrontarono in un girone all'italiana con partite di andata e di ritorno, per un totale di 30 giornate. La prima classificata, vincitrice del campionato, veniva ammessa alla UEFA Champions League 2012-2013. La seconda e la terza classificata venivano ammesse alla UEFA Europa League 2012-2013, assieme al vincitore della Coppa di Norvegia. Le ultime due classificate venivano retrocesse direttamente in 1. divisjon.

## Squadre partecipanti
| Club         | Stagione | Città        | Stadio              | Stagione 2010            |
| ------------ | -------- | ------------ | ------------------- | ------------------------ |
| Aalesund     | dettagli | Ålesund      | Color Line Stadion  | 4º posto in Eliteserien  |
| Brann        | dettagli | Bergen       | Brann Stadion       | 13º posto in Eliteserien |
| Fredrikstad  | dettagli | Fredrikstad  | Fredrikstad Stadion | 3º posto in 1. divisjon  |
| Haugesund    | dettagli | Haugesund    | Haugesund Stadion   | 6º posto in Eliteserien  |
| Lillestrøm   | dettagli | Lillestrøm   | Åråsen Stadion      | 10º posto in Eliteserien |
| Molde        | dettagli | Molde        | Aker Stadion        | 11º posto in Eliteserien |
| Odd Grenland | dettagli | Skien        | Skagerak Arena      | 5º posto in Eliteserien  |
| Rosenborg    | dettagli | Trondheim    | Lerkendal Stadion   | Campione di Norvegia     |
| Sarpsborg 08 | dettagli | Sarpsborg    | Sarpsborg Stadion   | 2º posto in 1. divisjon  |
| Sogndal      | dettagli | Sogndal      | Fosshaugane Campus  | 1º posto in 1. divisjon  |
| Stabæk       | dettagli | Bærum        | Telenor Arena       | 12º posto in Eliteserien |
| Start        | dettagli | Kristiansand | Sør Arena           | 8º posto in Eliteserien  |
| Strømsgodset | dettagli | Drammen      | Marienlyst Stadion  | 7º posto in Eliteserien  |
| Tromsø       | dettagli | Tromsø       | Alfheim Stadion     | 3º posto in Eliteserien  |
| Vålerenga    | dettagli | Oslo         | Ullevaal Stadion    | 2º posto in Eliteserien  |
| Viking       | dettagli | Stavanger    | Viking Stadion      | 9º posto in Eliteserien  |

## Classifica finale
|  | Pos. | Squadra      | Pt | G  | V  | N  | P  | GF | GS | DR  |
|  | ---- | ------------ | -- | -- | -- | -- | -- | -- | -- | --- |
|  | 1.   | Molde        | 58 | 30 | 17 | 7  | 6  | 54 | 38 | +16 |
|  | 2.   | Tromsø       | 53 | 30 | 15 | 8  | 7  | 56 | 34 | +22 |
|  | 3.   | Rosenborg    | 49 | 30 | 14 | 7  | 9  | 69 | 44 | +25 |
|  | 4.   | Brann        | 48 | 30 | 14 | 6  | 10 | 51 | 49 | +2  |
|  | 5.   | Odd Grenland | 48 | 30 | 14 | 6  | 10 | 44 | 44 | 0   |
|  | 6.   | Haugesund    | 47 | 30 | 14 | 5  | 11 | 55 | 43 | +12 |
|  | 7.   | Vålerenga    | 47 | 30 | 14 | 5  | 11 | 42 | 33 | +9  |
|  | 8.   | Strømsgodset | 45 | 30 | 12 | 9  | 9  | 44 | 43 | +1  |
|  | 9.   | Aalesund     | 43 | 30 | 12 | 7  | 11 | 36 | 38 | -2  |
|  | 10.  | Stabæk       | 39 | 30 | 11 | 6  | 13 | 44 | 50 | -6  |
|  | 11.  | Viking       | 37 | 30 | 9  | 10 | 11 | 33 | 40 | -7  |
|  | 12.  | Fredrikstad  | 36 | 30 | 10 | 6  | 14 | 38 | 41 | -3  |
|  | 13.  | Lillestrøm   | 34 | 30 | 9  | 7  | 14 | 46 | 52 | -6  |
|  | 14.  | Sogndal      | 34 | 30 | 8  | 10 | 12 | 24 | 31 | -7  |
|  | 15.  | Start        | 26 | 30 | 7  | 5  | 18 | 39 | 61 | -22 |
|  | 16.  | Sarpsborg 08 | 21 | 30 | 5  | 6  | 19 | 31 | 65 | -34 |

Legenda:
      Campione di Norvegia e ammessa alla UEFA Champions League 2012-2013
      Ammessa alla UEFA Europa League 2012-2013
      Retrocessa in 1. divisjon 2012
Note:
Tre punti a vittoria, uno a pareggio, zero a sconfitta.

## Risultati
|              | Aal  | Bra  | Fre  | Hau  | Lil  | Mol  | Odd  | Ros  | Sar  | Sog  | Stb  | Sta  | Str  | Tro  | Vik  | Vål  |
| ------------ | ---- | ---- | ---- | ---- | ---- | ---- | ---- | ---- | ---- | ---- | ---- | ---- | ---- | ---- | ---- | ---- |
| Aalesund     | –––– | 3-1  | 1-2  | 1-0  | 1-0  | 1-3  | 0-1  | 1-3  | 2-0  | 1-0  | 2-0  | 0-0  | 2-1  | 1-0  | 2-0  | 2-1  |
| Brann        | 1-1  | –––– | 0-1  | 1-0  | 2-0  | 1-3  | 2-0  | 2-1  | 1-0  | 2-0  | 2-1  | 2-1  | 0-0  | 1-1  | 3-2  | 1-4  |
| Fredrikstad  | 3-1  | 4-2  | –––– | 1-0  | 1-1  | 0-1  | 0-1  | 2-0  | 1-1  | 2-2  | 1-2  | 1-1  | 1-1  | 0-2  | 0-1  | 3-1  |
| Haugesund    | 1-0  | 3-3  | 3-2  | –––– | 2-0  | 5-0  | 2-1  | 2-2  | 4-2  | 4-0  | 3-4  | 1-0  | 5-1  | 1-1  | 2-0  | 1-1  |
| Lillestrøm   | 1-1  | 1-4  | 0-0  | 5-0  | –––– | 0-3  | 1-1  | 2-5  | 3-1  | 0-3  | 1-1  | 2-1  | 4-2  | 3-2  | 2-1  | 0-1  |
| Molde        | 5-2  | 2-2  | 2-1  | 3-1  | 2-0  | –––– | 0-0  | 0-2  | 3-1  | 2-0  | 3-2  | 5-1  | 2-2  | 2-2  | 0-0  | 2-1  |
| Odd Grenland | 2-2  | 2-3  | 2-1  | 1-0  | 1-3  | 1-0  | –––– | 3-3  | 1-0  | 1-0  | 2-3  | 0-2  | 1-0  | 3-1  | 4-2  | 1-1  |
| Rosenborg    | 2-2  | 3-6  | 2-0  | 0-1  | 4-4  | 3-1  | 7-0  | –––– | 4-0  | 2-1  | 1-2  | 4-1  | 2-0  | 3-1  | 3-2  | 2-0  |
| Sarpsborg 08 | 2-0  | 3-5  | 1-4  | 0-3  | 2-4  | 3-0  | 3-2  | 0-6  | –––– | 1-0  | 1-1  | 2-0  | 1-1  | 0-2  | 1-1  | 0-2  |
| Sogndal      | 0-0  | 1-0  | 0-1  | 3-1  | 2-0  | 2-1  | 1-4  | 1-1  | 1-0  | –––– | 0-0  | 2-0  | 1-1  | 0-0  | 0-0  | 0-1  |
| Stabæk       | 1-2  | 1-1  | 3-1  | 1-2  | 0-7  | 1-1  | 1-3  | 2-1  | 2-0  | 0-1  | –––– | 4-1  | 2-0  | 2-4  | 0-1  | 1-0  |
| Start        | 2-3  | 3-1  | 3-2  | 1-4  | 3-0  | 1-2  | 1-3  | 1-1  | 1-0  | 1-1  | 2-4  | –––– | 5-1  | 1-6  | 4-0  | 0-2  |
| Strømsgodset | 2-2  | 1-0  | 1-0  | 3-1  | 3-1  | 0-1  | 2-0  | 3-1  | 5-2  | 2-1  | 1-0  | 3-0  | –––– | 1-1  | 2-2  | 2-1  |
| Tromsø       | 1-0  | 4-0  | 3-1  | 2-0  | 1-0  | 0-2  | 2-1  | 3-1  | 2-2  | 0-0  | 3-3  | 2-0  | 2-0  | –––– | 3-1  | 4-1  |
| Viking       | 1-0  | 3-0  | 2-0  | 1-1  | 2-0  | 2-2  | 1-1  | 0-0  | 2-2  | 2-0  | 1-0  | 1-1  | 0-1  | 2-1  | –––– | 0-2  |
| Vålerenga    | 2-0  | 0-2  | 1-2  | 3-2  | 1-1  | 1-2  | 0-1  | 1-0  | 2-0  | 1-1  | 2-0  | 2-1  | 2-2  | 2-0  | 3-0  | –––– |

## Statistiche

### Classifica marcatori
Fonte: altomfotball.no.
| Gol |  |  | Giocatore              | Squadra      |
| --- |  |  | ---------------------- | ------------ |
| 17  |  |  | Mustafa Abdellaoue     | Tromsø       |
| 16  |  |  | Ole Martin Årst        | Start        |
| 16  |  |  | Rade Prica             | Rosenborg    |
| 15  |  |  | Kim Ojo                | Brann        |
| 13  |  |  | Tarik Elyounoussi      | Fredrikstad  |
| 13  |  |  | Anthony Ujah           | Lillestrøm   |
| 12  |  |  | Mushaga Bakenga        | Rosenborg    |
| 12  |  |  | Pape Paté Diouf        | Molde        |
| 12  |  |  | Nikola Đurđić          | Haugesund    |
| 12  |  |  | Veigar Páll Gunnarsson | Stabæk       |
| 11  |  |  | Espen Hoff             | Start        |
| 11  |  |  | Alexander Søderlund    | Haugesund    |
| 10  |  |  | Ola Kamara             | Strømsgodset |
| 10  |  |  | Sigurd Rushfeldt       | Tromsø       |
| 10  |  |  | Thomas Sørum           | Haugesund    |